# Liman maritim
Un liman maritim este un tip de liman format prin bararea de către un grind sau perisip, a gurii de vărsare a unui râu în mare. Ca pentru orice liman, grindul este străpuns de o portiță prin care se fac revărsările când debitul râului ridică nivelul limanului.